# Głos (film)
Głos – polski film fabularny z 1991 r., w reżyserii Janusza Kondratiuka.

## Fabuła
Akcja filmu toczy się w średniowieczu. Mała górska wioska zostaje zaatakowana przez zbójców. Po zakończeniu krótkiej walki chłopi zostają przez napastników pozbawieni świn. Na terenie wioski zjawia się Rycerz. Gdy dowiaduje się do czego doszło we wsi, nakłania chłopów do wspólnej pogoni za zbójcami. Jego giermkiem staje się Kurek-świniopas. Po długiej morderczej wyprawie chłopom udaje się dogonić zbójców.

## Obsada
- Marek Walczewski – Rycerz
- Andrzej Mastalerz – Kurek
- Jerzy Słonka
- Mirosław Zbrojewicz

## Nagrody
1993:
- Janusz Kondratiuk – nagroda za reżyserię na FPTT